# Волшебниот воз
„Волшебниот воз” је југословенска телевизијска серија снимљена 1969. године у продукцији ТВ Скопље.

## Улоге
| Глумац                   | Улога |
| ------------------------ | ----- |
| Владимир Дади Ангеловски |       |
| Благоја Чоревски         |       |
| Љупка Џундева            |       |
| Петре Прличко            |       |
| Снежана Стамеска         |       |
| Петар Стојковски         |       |

Комплетна ТВ екипа ▼
| Редитељ    | Димитар Христов |
| Сценариста | Јован Павловски |